# Фаворский свет

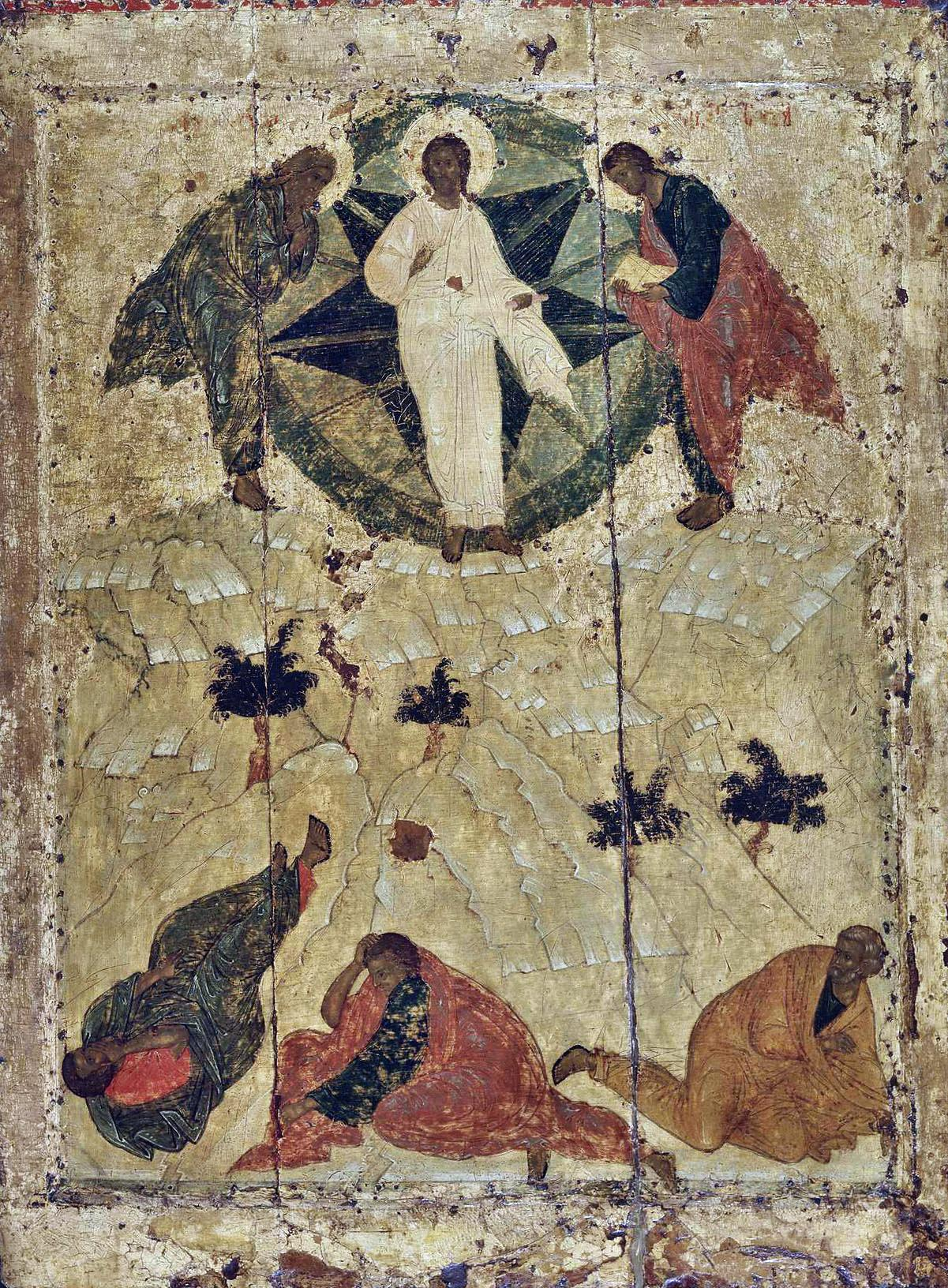
Преображение Господне (икона Андрея Рублёва, 1405 год)

Фаво́рский свет — термин паламизма в православии, означающий таинственный Божественный свет при преображении Иисуса Христа на горе Фавор. Отождествляется со светом при обращении апостола Павла в христианство.

## Евангелие
Фаворский свет описан во всех синоптических евангелиях:
- «и преобразился пред ними: и просияло лице Его, как солнце, одежды же Его сделались белыми, как свет» (Мф. 17:2);
- «Одежды Его сделались блистающими, весьма белыми, как снег, как на земле белильщик не может выбелить» (Мк. 9:3);
- «И когда молился, вид лица Его изменился, и одежда Его сделалась белою, блистающею» (Лк. 9:29).

## История
В XIV столетии на Афоне, а затем и во всей греческой церкви возник богослово-философский спор по вопросу об «умной» молитве и Фаворском свете между Варлаамом Калабрийским, Никифором Григорой, Акиндином, — с одной стороны, и сторонниками возродившего исихастскую практику Григория Синаита: св. Григорием Паламой, монахом Давидом, Феофаном Никейским, Николаем Кавасилой и патриархами Калистом и Филофеем — с другой. Последние позиционировали себя истинными защитниками «умного» делания — особого вида молитвенного созерцания — и исихазма, а первые, среди которых были и исихасты, но, в отличие от паламитов, идеалисты, негодовали, что сторонники Паламы (паламиты) раскололи исихастов и, опасаясь единства с католиками, сумели втянуть часть исихастов в борьбу против зилотов и славян на стороне османов, благодаря чему османы начали завоевание Балканского полуострова.
Исихасты считали, что их молитвы приводят к непосредственному Богообщению, при котором человек видит Божественный свет, «Свет присносущный» — визуальное выражение Божественной силы или иначе Божественной энергии, его действия в тварном мире. Именно этот нетварный свет видели апостолы на Фаворе в момент Преображения Иисуса Христа, когда проявилась его Божественная слава. Вопрос о нетварности Фаворского света (то есть нетварности Божественной энергии) был принципиально важен для вопроса о возможности общения с неизменным Богом, пусть и не непосредственно, а через его энергию, которую, как учил Палама, хотя она и не является частью сущности Бога, тоже можно было называть Богом.
В 1351 году в Константинополе это учение было утверждено на православном соборе. Решения этого собора в виде анафем вошли в греческую Постную Триодь и читались в Неделю Торжества Православия. Более кратко и тезисно это учение было изложено русским философом А. Ф. Лосевым. Суть учения о благодати в Православной Церкви следующая: Бог — это не только божественная сущность, но и божественная энергия сущности; по Лосеву:

1. Свет Фаворский не есть ни сущность Божия, ни тварь, но энергия сущности.
2. Энергия сущности нераздельна с сущностью и неслиянна с нею.
3. Энергия сущности нетварна.
4. Энергия сущности не вносит разделения в самую сущность и не нарушает её простоты.
5. Имя «Божество» относится не только к сущности Божией, но и к энергии, то есть энергия Божия тоже есть сам Бог.
6. В сущности Божией тварь не может участвовать, в энергии же — может.

Варлаам Калабрийский считал Богосозерцание делом не православным, называл исихастов мессалианами и «омфалопсихами», высмеивая позу, в которой исихасты погружались в молитву: они часто молились сидя, нагнувшись вперёд. Варлаам признавал свет на Фаворе светом, созданным для просвещения апостолов и бесследно исчезнувшим. Он рассуждал по силлогизму: всё видимое — создано, свет на Фаворе был видим, следовательно, он был создан. Поэтому созерцание исихастов ложно, никакое реальное общение не только с Богом, но и с божественными энергиями недостижимо.
После поражения Варлаама споры продолжились. Следующим лидером партии антипаламитов стал Акиндин, против которого и были созваны соборы 1347 и 1351 годов.
Борьба, в связи с переменами на императорском троне и попытками объединения Церквей, продолжалась долго и упорно (соборы в 1341, 1347, 1351 и 1352 годах) и окончилась победой партии св. Григория Паламы, — уже после его смерти. Восстанавливающее «материализм» святых отцов учение св. Григория Паламы было признано истинно православным на соборе в 1368 году, сам он причислен к лику святых, в греческих церквах он с тех пор почитается святым отцом, а «идеализм» был вновь осуждён, распространение его в богословских трудах было запрещено, «дабы не смущать простых людей».
Большая часть документов и сочинений той и другой стороны ещё не изданы: из 60 сюда относящихся сочинений святителя Григория Паламы напечатано лишь одно — греч. Θεοφάνης.
Взгляды на борьбу антипаламитов (их иногда называют варлаамитами по имени первого из них — Варлаама) и паламитов различны: И. Е. Троицкий, П. В. Безобразов, А. С. Лебедев считают её борьбой представленного антипаламитами белого духовенства с чёрным, борьбой, проявившейся ещё в XIII веке, в деле так называемых арсенитов; Ф. И. Успенский видит в ней борьбу аристотеликов с неоплатониками и сближает исихастов с богомилами, считая паламитов не материалистами, а сторонниками Аристотеля, подобно материалистам рассматривавшим как первооснову материальное архе, но при этом игнорируется утверждаемое Паламой предвечное существование Троицы и её несотворённость, в отличие от аристотелевского сотворения богов из архе, и противостояние паламитов не только неоплатоникам-августинианцам, но и аристотелику св. Фоме Аквинскому; К. Радченко находит здесь борьбу западной рационалистической схоластики с восточной мистикой.
Кое-что в учении паламитов сходно с учением западных мистиков Эригены и Экхарта. Учение их вошло в известный монашеский сборник «Добротолюбие», и на Руси наиболее ярко выразилось в учении преподобного Нила Сорского, основателя скитского жития в России. Из православных церквей непаламитский исихазм сохранился только в Грузинской церкви.